# Sinosenecio denticulatus
Sinosenecio denticulatus là một loài thực vật có hoa trong họ Cúc. Loài này được J.Quan Liu mô tả khoa học đầu tiên năm 2000.